# Debubawi Keyih Bahri
Debubawi Keyih Bahri (Tigrinya: ዞባ ደቡባዊ ቀይሕ ባሕሪ, Debubawi K’eyyĭḥ Baḥri; Arabisch: منطقة البحر الأحمر الجنوب, Janūbī al Baḩrī al Aḩmar) is een van de zes regio's van Eritrea. De zuidelijke Rode Zeeregio heeft een oppervlakte van 27.600 km² en 83.500 inwoners (2005). De hoofdstad is Assab.
Maekel · Debub · Gash-Barka · Anseba · Semenawi Keyih Bahri · Debubawi Keyih Bahri